# Кубинский траурный трупиал
Кубинский траурный трупиал (лат. Ptiloxena atroviolacea) — вид птиц из семейства трупиаловых.Единственный вид рода Ptiloxena. Долгое время относился к роду траурных трупиалов (Dives). Подвидов не выделяют.

## Этимология
Родовое название Ptiloxena состоит из двух греческих слов ptilon (перо) и xenos (странный), и в переводе соответственно означает «странное перо». Видовое наименование atroviolacea на греческом языке означает «черный (угольный)» и «пурпурный».

## Описание
Длина тела самца 27 см,  самка несколько меньше. Окраска оперенья полностью черная с фиолетовым и зеленоватым отливом, у самцов она ярче, чем у самок. Неполовозрелая птица окрашена более тускло. Радужины глаз темно-коричневые. Клюв и ноги черные. Его часто путают с самками антильского гракла, у которых желтоватые радужины глаз. Живёт небольшими стаями, часто объединяясь в них с Quiscalus niger. Обычно он ходит шагами по ветвям или по земле. Их рацион очень разнообразен и включает семена злаков, плоды пальм и другие растений, насекомых, мелких рептилий, а также были сообщения, что они склевывают клещей с крупного рогатого скота.

## Размножение
Гнездится с марта по июль. Гнезда строят на основаниях листьев пальм или в их скоплениях, а также на эпифитных бромелиевых. Постройка состоит из корешков растений, стеблей злаков, растительных волокон, перьев и волос. Самка откладывает три или четыре белых яйца с серыми и коричневыми пятнами на тупом конце яйца. Размер яиц 2,9 на 1,9 см.

## Ареал
Кубинский траурный трупиал является эндемиком Кубы, где эта птица очень распространена. Природные места обитания — низинные влажные леса Кубы. Также встречается на возделываемых полях и в городских парках и садах. Его нет ни на Исла-де-ла-Хувентуд, ни на крупных кубинских коралловых рифах (кейос).

## Популяция
Популяция данного вида стабильна.

## Продолжительность поколения
Продолжительность поколения[уточнить] составляет 4,6 года.